# امچاک
امچاک (به لاتین: Amchok) یک منطقهٔ مسکونی در نپال است که در Ilam District واقع شده‌است.

## خصوصیات
امچاک ۴٬۲۸۸ نفر جمعیت دارد.